# Malthinus deceptor
Malthinus deceptor is een keversoort uit de familie soldaatjes (Cantharidae). De wetenschappelijke naam van de soort werd in 1893 gepubliceerd door Flaminio Baudi di Selve.